# Expedição a Targa (1490)
A Expedição a Targa deu-se em 1490 quando uma frota portuguesa comandada por D. Fernando de Meneses saqueou a cidade de Targa, conhecido valhacouto de piratas em Marrocos. D. Fernando saqueou também a vila montesa de Comice.

## História
Os portugueses conquistaram Ceuta em 1415. Em 1490, D. João II preparou uma expedição contra o alcaide marroquino de Xexuão Barraxa e confiou o comando ao filho do Marquês de Vila Real, D. Fernando de Meneses, com 50 navios. Tendo este feito escala em Gibraltar, enviou uma mensagem ao capitão de Ceuta D. António de Meneses (que era seu irmão) avisando-o que em breve desembarcaria naquela cidade para atacar Xexuão, mas D. António dissuadiu-o de empreender a campanha, pois considerava-a impraticável. D. Fernando foi persuadido a atacar a cidade de Targa, que era um conhecido refúgio pirata a sudeste de Ceuta. Tendo-se-lhe juntado alguns voluntários espanhóis, a expedição totalizava 130 cavaleiros e 1870 infanções.
Assim que a frota alcançou Targa, o povoado foi evacuado pelos seus habitantes, que deixaram muitos despojos para trás. Os portugueses desembarcaram, capturaram 25 navios, 370 pessoas, armas, incluindo canhões, libertaram vários prisioneiros de guerra cristãos e destruíram a cidade bem como os campos agrícolas circundantes.
Insatisfeito com o ataque a Targa, D. Fernando juntou-se com as suas forças aos capitães de Tânger e Alcácer-Ceguer para saquearem Comice, uma cidade nas montanhas do Rif. Com um exército de 400 cavalos e 1.200 infanções, os portugueses saquearam a cidade e capturaram muitos despojos, incluindo 100 ou 1000 pessoas, gado e cavalos. 40 portugueses morreram na acção.